# 自衛隊神奈川地方協力本部
自衛隊神奈川地方協力本部（じえいたいかながわちほうきょうりょくほんぶ、Kanagawa Provincial Cooperation Office）は、神奈川県横浜市中区山下町253-2に所在する、自衛隊地方協力本部のひとつ。陸・海・空自衛隊共同の機関だが、陸上自衛隊の東部方面総監の指揮監督下にある。管轄する地域における防衛省・自衛隊の総合窓口として神奈川県管内で活動する。

## 沿革
- 1955年（昭和30年）9月1日 - 陸上自衛隊の機関として陸上自衛隊神奈川地方連絡部が編成[2]
- 1956年（昭和31年）8月1日 - 自衛隊法施行令の一部改正により地方連絡部が陸海空自衛隊の共同機関となり、自衛隊神奈川地方連絡部に改編される[3]
- 1967年（昭和42年）6月13日 - 横浜駐屯地内に新庁舎が完成[4]。
- 2006年（平成18年）7月31日 - 自衛隊神奈川地方協力本部に改編
- 2008年（平成20年）3月1日 - 現在地に移転、広報センターが開設[5]

## 出先機関
- 横須賀地域事務所　担当地区：横須賀市、三浦市、逗子市、葉山町
- 平塚地域事務所　担当地区：平塚市、秦野市、伊勢原市、大磯町、二宮町
- 小田原地域事務所　担当地区：小田原市、南足柄市、箱根町、真鶴町、湯河原町、中井町、大井町、松田町、山北町、開成町
- 相模原地域事務所　担当地区：相模原市、座間市
- 川崎出張所　担当地区：川崎市川崎区、幸区、中原区
- 横浜出張所　担当地区：横浜市鶴見区、神奈川区、港北区
- 溝の口募集案内所　担当地区：川崎市高津区、宮前区、多摩区、麻生区
- 市ヶ尾募集案内所　担当地区：横浜市緑区、青葉区、都筑区
- 上大岡募集案内所　担当地区：横浜市港南区、磯子区、金沢区、戸塚区、栄区、泉区
- 横浜中央募集案内所　担当地区：横浜市西区、瀬谷区、旭区、中区、南区、保土ケ谷区
- 藤沢募集案内所　担当地区：藤沢市、鎌倉市、茅ヶ崎市、寒川町
- 厚木募集案内所　担当地区：厚木市、大和市、海老名市、綾瀬市、愛川町、清川村

## 主要幹部
| 官職名                     | 階級    | 氏名     | 補職発令日     | 前職       |
| -------------------------- | ------- | -------- | -------------- | ---------- |
| 自衛隊神奈川地方協力本部長 | 1等海佐 | 大谷三穂 | 2023年12月22日 | かしま艦長 |

| 代 | 氏名                  | 在職期間                | 出身校・期              | 前職                                                        | 後職                                          |
| -- | --------------------- | ----------------------- | ----------------------- | ----------------------------------------------------------- | --------------------------------------------- |
| 01 | 野瀬定一              | 1955.9.1 - 1957.8.11    | 京都帝国大学 昭和5年卒  |                                                             | 自衛隊神奈川地方連絡部付                      |
| 02 | 大井重勝              | 1957.8.12 - 1959.3.16   | 東京帝国大学 昭和7年卒  | 陸上自衛隊幹部候補生学校副校長                              | 第1管区総監部付 →1959.12.5 定年退官           |
| 03 | 川越正徳              | 1959.3.17 - 1961.7.31   | 慶應義塾大学 昭和9年卒  | 陸上自衛隊輸送学校副校長                                    | 東部方面総監部付 →1961.12.20 退職             |
| 04 | 太田利雄 （事務官）   | 1961.8.1 - 1965.3.31    | 中央大学 昭和12年卒     | 陸上幕僚監部第1部職員班長                                   | 自衛隊神奈川地方連絡部付 →1966.3.31 退職      |
| 05 | 坂本一郎 （事務官）   | 1965.4.1 - 1968.7.15    | 京都帝国大学 昭和12年卒 | 東部方面総監部                                              | 自衛隊神奈川地方連絡部付 →1968.12.31 退職     |
| 06 | 加藤善一郎 （海将補） | 1968.7.16 - 1969.10.15  | 神高船（航） 昭和15年卒 | 第2掃海隊群司令                                             | 海上幕僚監部付 →1970.4.1 退職                 |
| 07 | 松代格三              | 1969.10.16 - 1971.12.15 | 海機52期                | 大湊地方総監部人事部長                                      | 海上自衛隊幹部学校教育部長                    |
| 08 | 足立喜次              | 1971.12.16 - 1968.3.15  | 海兵72期                | かとり艦長                                                  | 舞鶴教育隊司令                                |
| 09 | 落山義幹              | 1973.3.16 - 1975.6.30   | 海兵71期                | 舞鶴教育隊司令 →1974.12.5 海将補昇任                        | 海上幕僚監部付 →1975.7.1 退職                 |
| 10 | 橘 正道               | 1975.7.1 - 1976.12.15   | 早稲田大学・ 17期幹講   | 海上自衛隊東京業務隊司令 →1976.1.1 海将補昇任               | 海上幕僚監部付 →1977.3.16 退職                |
| 11 | 佐々木郁郎            | 1976.12.16 - 1978.6.30  | 海兵74期                | 大湊地方総監部防衛部長                                      | 海上自衛隊東京業務隊付 →1979.1.1 退職・海将補 |
| 12 | 千田 亮 （陸将補）    | 1978.7.1 - 1980.6.1     | 陸士59期                | 陸上自衛隊富士学校総合研究開発部長                          | 西部方面総監部付 →1980.8.1 退職               |
| 13 | 金田 實 （1等陸佐）   | 1980.6.2 - 1982.4.15    | 兵庫工専 昭和25年卒     | 自衛隊神奈川地方連絡部 →1981.10.1 陸将補昇任                | 第6師団副師団長 兼 神町駐とん地司令           |
| 14 | 岩崎 晋 （1等陸佐）   | 1982.4.16 - 1984.3.15   | 法政大学 昭和31年卒     | 東部方面総監部 →1983.1.1 陸将補昇任                         | 第2教育団長 兼 大津駐屯地司令                 |
| 15 | 秦 政美 （1等陸佐）   | 1984.3.16 - 1986.3.16   | 防大1期                 | 第4師団司令部幕僚長 →1985.12.13 陸将補昇任                  | 陸上自衛隊幹部候補生学校副校長 兼 企画室長    |
| 16 | 印牧武次              | 1986.3.17 - 1988.3.15   | 防大1期                 | 横須賀地方総監部管理部長                                    | 海上自衛隊第2術科学校長                       |
| 17 | 正岡史郎              | 1988.3.16 - 1990.7.31   | 防大3期                 | 第45護衛隊司令                                              | 装備実験隊司令                                |
| 18 | 後藤淳一郎            | 1990.8.1 - 1992.8.2     | 防大7期                 | 海上幕僚監部人事教育部厚生課長                              | 木更津航空補給所長                            |
| 19 | 小田倉光伸            | 1992.8.3 - 1994.12.14   | 防大10期                | 海上幕僚監部人事教育部厚生課長                              | 装備実験隊司令                                |
| 20 | 松田邦弘              | 1994.12.15 - 1996.12.1  | 海保大12期・ 17期幹候   | 海上幕僚監部人事教育部厚生課長                              | 第2潜水隊群司令                               |
| 21 | 平井誠義              | 1996.12.2 - 1999.3.31   | 防大14期                | 佐世保地方総監部経理部長                                    | 防衛大学校教授                                |
| 22 | 石川政俊              | 1999.4.1 - 2001.4.1     | 防大17期                | 潜水艦隊司令部作戦幕僚                                      | 潜水艦隊司令部付 →2001.8.10 第2潜水隊群司令   |
| 23 | 濱川澄人              | 2001.4.2 - 2003.1.27    | 防大19期                | 第27護衛隊司令                                              | 海上自衛隊幹部学校主任教官                    |
| 24 | 山口康彦              | 2003.1.28 - 2005.3.31   | 防大20期                | 海上幕僚監部監理部総務課総務調整官 兼 総務班長              | 舞鶴地方総監部管理部長                        |
| 25 | 酒井良文              | 2005.4.1 - 2007.3.27    | 防大22期                | 情報本部                                                    | 第1練習潜水隊司令                             |
| 26 | 江之口譲              | 2007.3.28 - 2009.11.30  | 福岡大学・ 30期幹候     | 海上幕僚監部防衛部運用支援課 兼 統合幕僚監部運用部運用第2課 | 第16護衛隊司令                                |
| 27 | 五島浩司              | 2009.12.1 - 2010.11.30  | 防大25期                | 第8護衛隊司令                                               | 第1海上補給隊司令                             |
| 28 | 杉山義和              | 2010.12.1 - 2013.7.26   | 防大26期                | 海上自衛隊第1術科学校教育第3部長                            | 東部方面総監部付                              |
| 29 | 高田 充               | 2013.8.20 - 2015.8.2    | 防大33期                | 第4潜水隊司令                                               | 開発隊群司令部首席幕僚                        |
| 30 | 松田辰雄              | 2015.8.3 - 2017.7.31    | 玉川大学・ 39期幹候     | 第3潜水隊司令                                               | 舞鶴教育隊司令                                |
| 31 | 山野太資              | 2017.8.1 - 2018.7.31    | 防大35期                | 海上幕僚監部装備計画部艦船・武器課 艦船・武器調整官         | 海上自衛隊補給本部 艦船・武器部長             |
| 32 | 兼本貢祐              | 2018.8.1 - 2019.11.5    | 防大37期                | 第21整備補給隊司令                                          | 厚木航空基地隊司令                            |
| 33 | 夏井 隆               | 2019.11.6 - 2021.10.31  | 防大36期                | 第6護衛隊司令 →2019.11.5 護衛艦隊司令部勤務                 | 佐世保地方総監部防衛部長                      |
| 34 | 平井克英              | 2021.11.1 - 2023.12.21  | 防大37期                | 第1護衛隊司令 →2021.9.13 護衛艦隊司令部勤務                 | 第1輸送隊司令                                 |
| 35 | 大谷三穂              | 2023.12.22 -            | 防大40期 （女子1期)     | かしま艦長                                                  |                                               |